# Miquel Adrià
Miquel Adrià (Barcelona, España, 1956) es un arquitecto español residente en México.
Se licenció en arquitectura en la Escuela Técnica Superior de Arquitectura de Barcelona. Se instaló en México en 2004. En este país fue el encargado de la restauración del Hotel de Cortés, edificio barroco novohispano situado en el Centro Histórico de la Ciudad de México.
Ha sido jurado de varios premios internacionales. Es director de la revista Arquine. Ha publicado más de 30 libros sobre arquitectos y arquitectura iberoamericana. Fue el editor de Blanca Montaña: Arquitectura reciente en Chile / Puro Chile, una recopilación de los principales trabajos de arquitectura en Chile de finales del siglo XX y principios del XXI.

## Algunos libros publicados
- La casa moderna: paradigmas latinoamericanos de mitad de siglo XX[1]
- Nueva arquitectura del paisaje latinoamericana[1]
- México 90's: una arquitectura contemporánea
- Mario Pani. La construcción de la modernidad
- Juan Sordo Madaleno (1916-1985)
- Teodoro González de León. Obra Reunida
- La Sombra del Cuervo. Arquitectos mexicanos tras la senda de Le Corbusier
- RADICAL. 50 Arquitecturas Latinoamericanas